# Ювілейна медаль «65 років Перемоги у Великій Вітчизняній війні 1941—1945 рр.»

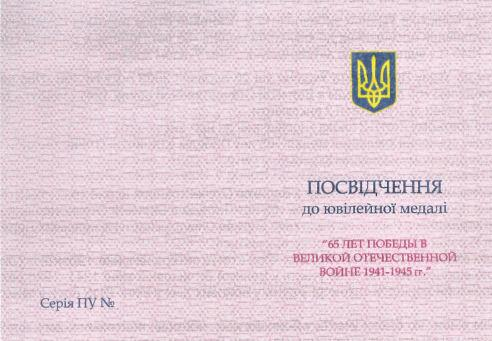
Посвідчення до медалі (обкладинка)

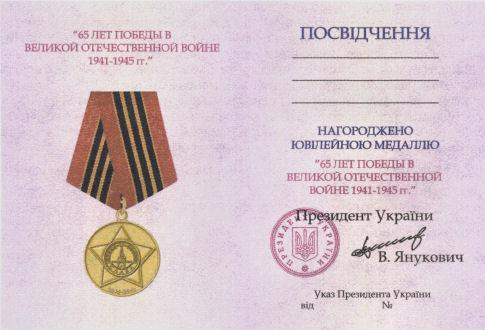
Посвідчення до медалі з підписом В.Януковича

Ювілейна медаль «65 років Перемоги у Великій Вітчизняній війні 1941—1945 рр.» заснована відповідно до Рішення Ради глав держав Співдружності Незалежних Держав від 10 жовтня 2008 року «Про єдину ювілейну медаль „65 лет Победы в Великой Отечественной войне 1941—1945 гг.“».

## Україна
Указом Президента України В. А. Ющенка від 26 березня 2009 року № 190/2009 на відзначення 65-ї річниці Перемоги у Великій Вітчизняній війні 1941—1945 років, вшанування подвигу, мужності та самовідданості, виявлених у боротьбі за свободу і незалежність Вітчизни, відповідно до Рішень Ради глав держав Співдружності Незалежних Держав від 10 жовтня 2008 року «Про План заходів з підготовки та святкування 65-ї річниці Перемоги у Великій Вітчизняній війні 1941—1945 років» і «Про єдину ювілейну медаль „65 років Перемоги у Великій Вітчизняній війні 1941—1945 рр.“» було постановлено нагородити ювілейною медаллю «65 лет Победы в Великой Отечественной войне 1941—1945 гг.»:
- громадян України, віднесених у встановленому порядку до ветеранів війни, відповідний статус яким надано за участь у Великій Вітчизняній війні 1941—1945 років і за працю в тилу у зазначений період.

Також тим же Указом було затверджено «Порядок вручення ювілейної медалі „65 років Перемоги у Великій Вітчизняній війні 1941—1945 рр.“» та доручено Кабінету Міністрів України забезпечити розроблення та затвердження зразка бланка посвідчення до ювілейної медалі; виготовлення ювілейної медалі «65 лет Победы в Великой Отечественной войне 1941—1945 гг.», посвідчень до неї та футлярів.
Указом Президента України В. Ф. Януковича від 2 квітня 2010 року № 474/2010 з метою гідного відзначення 65-річчя Перемоги у Великій Вітчизняній війні 1941—1945 років, відповідно до Рішення Ради глав держав Співдружності Незалежних Держав про єдину ювілейну медаль «65 лет Победы в Великой Отечественной войне 1941—1945 гг.» було постановлено нагородити ювілейною медаллю «65 років Перемоги у Великій Вітчизняній війні 1941—1945 рр.»:
- ветеранів війни, яким Законом України «Про статус ветеранів війни, гарантії їх соціального захисту» надано відповідний статус за участь у Великій Вітчизняній війні 1941—1945 років, за працю в тилу у зазначений період, а також за участь у бойових діях у війні 1945 року з імперіалістичною Японією;
- ветеранів війни, які брали участь у бойових діях, обороні, партизанському, підпільному русі проти фашистської Німеччини та її союзників у роки Другої світової війни, у зв'язку з цим удостоєні державних нагород колишнього Союзу РСР або України, статус ветерана яким надано згідно із законодавством колишнього Союзу РСР чи національним законодавством іноземної держави і які є громадянами іноземних держав, що не входять до Співдружності Незалежних Держав.

Тим же Указом був виключений пункт 1 Указу Президента В. А. Ющенка № 190/2009, що містив положення щодо нагородження ветеранів; також були внесені зміни у «Порядок вручення ювілейної медалі „65 років Перемоги у Великій Вітчизняній війні 1941—1945 рр.“» та затверджений новий бланк посвідчення до ювілейної медалі з підписом В. Януковича.
Указом Президента України В. Ф. Януковича від 3 грудня 2010 року № 1067/2010 додатково було постановлено поширити чинність попереднього Указу щодо нагородження ювілейною медаллю «65 лет Победы в Великой Отечественной войне 1941 — 1945 гг.» на
- осіб, яким відповідно до Закону України «Про жертви нацистських переслідувань»[5] надано статус жертви нацистських переслідувань.

В офіційних документах (указах Президента України, розпорядженнях Кабінету міністрів України) назва медалі наводиться російською мовою: «65 лет Победы в Великой Отечественной войне 1941—1945 гг.»

## Інші держави СНД
- Положення щодо нагородження ювілейною медаллю «65 лет Победы в Великой Отечественной войне 1941—1945 гг.» затверджено Указом Президента Республіки Білорусь О. Г. Лукашенка № 7 від 5 січня 2010 р.[6]
- Ювілейна медаль «65 лет Победы в Великой Отечественной войне 1941—1945 гг.» (каз. «1941-1945 жж. Ұлы Отан соғысындағы Жеңіске 65 жыл») — державна нагорода Республіки Казахстан, заснована Указом Президента Республіки Казахстан Нурсултана Назарбаєва від 19 березня 2010 р. № 951.
- Ювілейна медаль «65 лет Победы в Великой Отечественной войне 1941—1945 гг.» заснована Указом Президента Російської Федерації Д. А. Медведєва від 4 березня 2009 р.№ 238[7]. З 7 вересня 2010 р. медаль не є державною нагородою РФ[8].

## Опис ювілейної медалі «65 років Перемоги у Великій Вітчизняній війні 1941—1945рр.»
Єдина ювілейна медаль «65 років Перемоги у Великій Вітчизняній війні 1941—1945 рр.» кругла, діаметром 32 мм, виготовляється з томпаку.
На лицьовому боці у верхній частині — зображення ордену Слави 1-го ступеня, у нижній — напис «1945—2010».
На зворотному боці медалі, в центрі, — напис «65 лет Победы в Великой Отечественной войне 1941—1945 гг.».
Краї медалі облямовані бортом. Всі зображення, написи і цифри на медалі рельєфні.
Медаль за допомогою вушка і кільця з'єднена з п'ятикутною колодкою, яка обтягнута червоною шовковою муаровою стрічкою шириною 24 мм. Посередині стрічки п'ять смуг: три чорні і дві оранжеві. Ширина смуг 2 мм. Крайні чорні смуги облямовані оранжевими смугами шириною 1 мм.

## Ресурси інтернет
- Решение Совета глав государств СНГ о единой юбилейной медали «65 лет Победы в Великой Отечественной войне 1941—1945 гг.» [Архівовано 11 травня 2015 у Wayback Machine.](рос.)
- Решение Совета глав правительств СНГ о порядке изготовления единой юбилейной медали «65 лет Победы в Великой Отечественной войне 1941—1945 гг.» [Архівовано 11 травня 2015 у Wayback Machine.](рос.)
- Розпорядження Кабінету міністрів України № 720-р. Питання виготовлення ювілейної медалі «65 лет Победы в Великой Отечественной войне 1941—1945 гг.»